# イギリス領トーゴランド

イギリス領トーゴランド
British Togoland (英語)

国歌: God Save the King（英語）
国王陛下万歳（1916年 - 1952年）
God Save the Queen（英語）
女王陛下万歳（1952年 - 1956年）

緑：イギリス領トーゴランド
紫：フランス領トーゴランド

イギリス領トーゴランド（イギリスりょうトーゴランド、英語: British Togoland）は、イギリスが西アフリカに1916年から1956年の間所有していた領土である。正式名称は委任統治領トーゴランド（英語: Mandate Territory of Togoland）、後に信託統治領トーゴランド（英語: Trust Territory of Togoland）と改名される。

## 歴史
1916年、第一次世界大戦のアフリカ戦線で、イギリスとフランスはドイツから独領トーゴラントを奪った。2国はトーゴラントを東西に分割し、西側を英領トーゴランド、東側を仏領トーゴランドとした。大戦後、両トーゴランドは国際連盟のB級委任統治領になった。
1922年、両トーゴランドは正式に両国の植民地の一部となった。
第二次世界大戦後は、国際連合の信託統治領となりイギリスが支配した。
1954年、イギリス政府は国連に対し、1957年以降は信託統治領を支配出来ないと伝えた。
1955年12月、国連総会はイギリスに対し、トーゴランドでの国民投票を提案した。
1956年5月9日、国民投票が行われた。国民の58%は西隣の英領ゴールド・コースト(イギリスの直轄植民地)との合併を望んだ。42%は黄金海岸ではなく、エウェ人の統一国家を建国する為に東隣のフランス領トーゴランドとの合併を望んだ。12月13日、国連総会は決議1044号「イギリス支配下のトーゴランドの将来」を採択し、国民投票結果を認めた。
1957年3月6日、黄金海岸と合併し、ガーナとして独立した。首都のホはヴォルタ州の州都になった。